# One-step

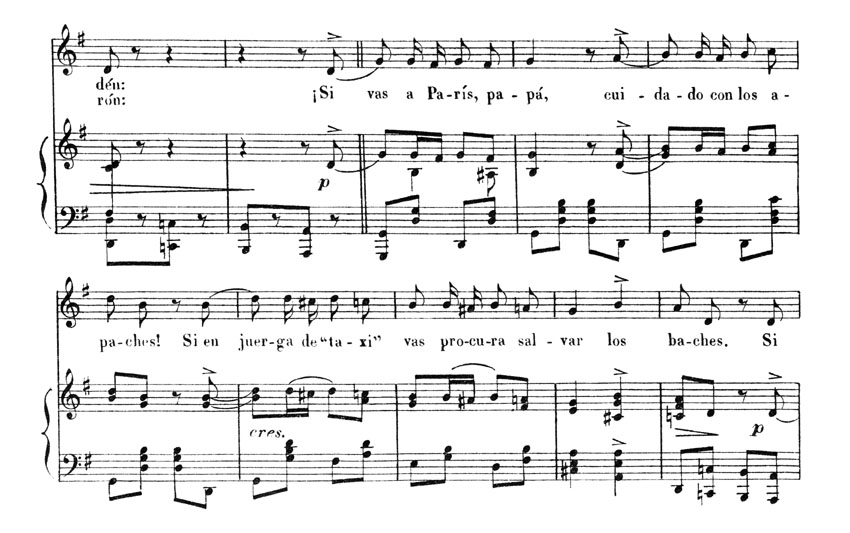
Fragment de la cançó "¡Si vas a París, papá!, un one-step ballable famós a l'Estat espanyol a la dècada dels trenta del.

L'one-step és un ball procedent de la Costa Est dels Estats Units que sorgeix al final del segle xix per interpretar ritmes de jazz i de ragtime.
Arriba a Europa amb les tropes estatunidenques durant la Primera Guerra Mundial i durant els anys vint del segle xx forma part de les modalitats de concurs dels primers campionats mundials de ball.
Predecessor del fox-trot i del quickstep, serveix de base al tango europeu i al vals anglès, i es balla amb un cop de taló seguit de dos o més passos sobre la mitjana punta (aquests passos posteriorment se substituirien per encreuades de peus).
Un exemple d'aquest ball és la cançó espanyola "¡Si vas a París, papá!" (lletra de M. Álvarez Díaz i música de Ledesma i Oropesa), la qual va tindre molt d'èxit a la dècada dels anys trenta del segle xx.